# Chirine Zarrati
Chirine Zarrati (arabe : شيرين الزراتي), née le 16 décembre 2002, est une karatéka tunisienne.

## Carrière
Chirine Zarrati remporte la médaille d'argent en kumite individuel des moins de 55 kg aux championnats d'Afrique 2021 au Caire puis la médaille de bronze en kumite individuel des moins de 50 kg aux championnats d'Afrique 2022 à Durban.
Elle est médaillée de bronze en kumite individuel des moins de 55 kg aux Jeux panarabes de 2023 à Alger. Aux championnats d'Afrique 2023 à Casablanca, elle est médaillée de bronze en kumite individuel des moins de 55 kg ainsi qu'en kumite par équipes.

## Palmarès
| Année | Compétition            | Lieu       | Résultat | Catégorie          |
| ----- | ---------------------- | ---------- | -------- | ------------------ |
| 2021  | Championnats d'Afrique | Le Caire   | 2e       | Kumite -55 kg      |
| 2022  | Championnats d'Afrique | Durban     | 3e       | Kumite -55 kg      |
| 2023  | Jeux panarabes         | Alger      | 3e       | Kumite -55 kg      |
| 2023  | Championnats d'Afrique | Casablanca | 3e       | Kumite -55 kg      |
| 2023  | Championnats d'Afrique | Casablanca | 3e       | Kumite par équipes |